# Katarzyna Laskowska (profesor nauk prawnych)
Katarzyna Laskowska – polska prawnik, profesor nauk prawnych, specjalistka w zakresie kryminologii i prawa karnego, nauczyciel akademicki Wydziału Prawa Uniwersytetu w Białymstoku.

## Życiorys
W 1998 na Wydziale Prawa UwB na podstawie napisanej pod kierunkiem Emila Walentego Pływaczewskiego rozprawy pt. Nielegalny handel narkotykami i substancjami psychotropowymi w Polsce uzyskała stopień naukowy doktora nauk prawnych w zakresie prawa specjalność kryminologia. Tam też w 2007 na podstawie dorobku naukowego oraz rozprawy pt. Rosyjskojęzyczna przestępczość zorganizowana. Studium kryminologiczna otrzymała stopień doktora habilitowanego nauk prawnych w zakresie prawa specjalność kryminologia. W 2017 prezydent RP nadał jej tytuł naukowy profesora nauk prawnych. Została profesorem nadzwyczajnym Wydziału Prawa UwB. Była zatrudniona w Niepaństwowej Wyższej Szkole Pedagogicznej w Białymstoku.